# Resolutie 102 Veiligheidsraad Verenigde Naties
Resolutie 102 van de Veiligheidsraad van de Verenigde Naties was een van de twee resoluties die de VN-Veiligheidsraad goedkeurde op 3 december 1953. Op de onthouding van de Sovjet-Unie na stemden alle leden van de Raad voor de resolutie.

## Inhoud
De Veiligheidsraad beval de Algemene Vergadering aan Japan onder enkele voorwaarden partij van het Statuut van het Internationaal Gerechtshof te laten worden. Japan moest partij worden van het Statuut, na het indienen van een verklaring die door het land zelf geratificeerd was bij de Secretaris-Generaal. In die verklaring moesten een aanvaarding staan van de voorwaarden van het Internationaal Gerechtshof, een aanvaarding van alle verplichtingen van VN-lidstaten in het Handvest van de Verenigde Naties, en een regelmatig in samenspraak met de Algemene Vergadering bepaalde financiële bijdrage aan het Hof.

## Verwante resoluties
- Resolutie 9 Veiligheidsraad Verenigde Naties
- Resolutie 11 Veiligheidsraad Verenigde Naties
- Resolutie 71 Veiligheidsraad Verenigde Naties
- Resolutie 103 Veiligheidsraad Verenigde Naties

Lijst ·  99 ·  100 ·  101 ·  102 ·  103